# K-point (芸能プロダクション)
株式会社ケイポイント（KPOINT Co., Ltd）は、東京都港区南麻布にある日本の芸能事務所。

## 概要
1999年11月設立。主にレースクイーンや女性モデルが多いが、男性タレントやカーレーサーも所属している。
2010年には所属女性タレントによる劇団「スカンクシアター」 (SKUNK THEATER) も旗揚げしている。

### 所在地の変遷
- 東京都港区西麻布3-24-21 ヴィレッジ山村301（ - 2009年12月）
- 東京都港区南麻布1-4-5 グランパレス南麻布仙台坂202C（2010年1月 - 2013年3月）
- 東京都港区南麻布1-6-36 南麻布Aビル2F（2013年4月 - 現在）

### 主な実績
- 2007年：村岡沙耶香がオートサロンイメージガール「A-class」に選出。
- 2008年：村岡沙耶香がオートサロンイメージガール「A-class」、SUPER GTイメージガール「Airy」に選出。
- 2012年：柏木美里がオートサロンイメージガール「A-class」に選出。遠野千夏がミスFLASH2012グランプリに選ばれる。
- 2013年：遠野千夏がオートサロンイメージガール「A-class」に選出。

## 所属タレント
※2023年現在

### ARTIST
- DISACODE
- 松岡充
- MICHAEL
- 木村真也（WANDS）

### ACTOR
- 小越勇輝（業務提携：舘プロ）

### MODEL
- AKIRA
- ゆうちゃみ
- ゆいちゃみ

### TALENT
- 荒井つかさ（業務提携：キャンプロモーション）
- 田中涼子

### ATHLETE
- 薬師寺保栄（元WBC世界バンタム級チャンピオン 4度の防衛に成功）
- 山本左近
- 武尊（第4代K-1 WORLD GPスーパー・フェザー級王者）（業務提携：GENスポーツマネジメント）
- 武居由樹（WBO世界バンタム級王者）（業務提携：GENスポーツマネジメント）
- 村越優汰（第2代 K-1 WORLD GPフェザー級王者）（業務提携：GENスポーツマネジメント）
- 江川優生（K-1 AWARDS 2019 「最優秀選手賞」受賞）（業務提携：GENスポーツマネジメント）
- 菅原美優（第3代 Krush女子アトム級王者）（業務提携：GENスポーツマネジメント）

### IDOL
- 雨宮桜（INSRiA）
- 篠原亜希（INSRiA）
- 海月綾乃（INSRiA）
- 森山未羽歌（INSRiA）
- 片桐ゆま（INSRiA）
- 倉田アンナ（INSRiA）
- 藤咲ありさ（INSRiA）
- 犬束祐帆（PANBE）
- 宮本雪翔（PANBE）

### MAN
- 進藤光希
- 佐々木大芽
- 宇崎咲玖
- 久門大起

### WOMAN
- 佐倉はなほ
- 中村紗枝
- 青波澄
- 碧葉あこ
- 桃木兎羽

## 過去に所属していたタレント
- 川村ゆきえ
- AKINA
- 大石里沙
- 原田まりる
- 鈴木豊美
- 安藤成子
- 深澤ゆうき
- りりあん
- 村岡沙耶香
- 柏木美里
- 瀬長奈津実
- 矢代梢
- 松本麻実
- 高松美里
- 広瀬彩香
- 松下幸司
- 堀有希
- 兜政孝
- 白石みずほ
- 平塚奈菜
- 森のんの
- 原田真緒
- 徳山秀典
- 熊切あさ美
- 堤もね（名無しのアイドル）
- 田代菜摘（名無しのアイドル）
- 千坂健介（BreakingBorders）
- 秋風成（BreakingBorders）
- 羽柴蓮太（BreakingBorders）

## ユニット「MP4」
MP4（エムピーフォー）は、同社所属の4人の女性タレントが2010年11月に組んだアイドルユニット。
メンバーは柏木美里、松本麻実、矢代梢、瀬長奈津実の4人。ユニット名は「マイペースな4人組」の意味で付けられた。
同年11月10日には8曲入のカバー・アルバム『first』（CHI-CHI LABEL）をリリース。11月27日のスーパー耐久最終戦（ツインリンクもてぎ）のステージショーにゲスト出演するなどの活動を行っていたが、メンバーだった松本が翌年1月にK-pointを退所したことに伴い、わずか2ヵ月で活動休止となった。

## INSRiA
INSRiAは2020年にもどかしマーケッツとしてデビューし、2024年に新メンバーを迎えるとともに現在のグループ名に改名した7人組アイドルグループ。もどかしマーケッツからリーダーを務める篠原亜希、雨宮桜、海月綾乃、森山未羽歌の4名に加え、片桐ゆま、倉田アンナ、藤咲ありさの3人を新メンバーに迎え新たに活動をスタート。

## PANBE
2021年、サンリオピューロランド公式アイドル”ピューロボーイズ”として、約半年間をかけてオーディションを⾏い、 応募登録者数1,961名の中から選ばれた5⼈。
2022年4⽉23⽇には、サンリオピューロランドにてお披露⽬イベントが⾏われ、2023年4⽉23⽇に開催された「1st Anniversary LIVE 〜OverGrow 卒業、そして夢のまた先へ…〜」にてその活動を終了した。
同公演にて、グループ名をPANBE(ぱんびー)とし活動継続することを発表。

## 名無しのアイドル
2021年、サンリオピューロランド公式アイドル”ピューロガールズとして”、約半年間をかけてオーディションを⾏い、応募登録者数14,493名の中から選ばれた7⼈で結成された。
2022年4⽉23⽇には、サンリオピューロランドにてお披露⽬イベントが⾏われ、2023年4⽉23⽇に開催された「1st Anniversary LIVE 〜OverGrow 卒業、そして夢のまた先へ…〜」にてその活動を終了した。
現在は、”ピューロガールズ”の堤もね・岩村華・⽥代菜摘の3名にて、新体制に向け準備中。TikTok・YouTube shortsに現実と少しリンクしたショートドラマを週1回公開している。

## スカンクシアター
タレント事務所ケイポイントの所属タレントで構成された女性だけの演劇ユニット。男性客を意識した舞台の演出。女性が見ても共感の持てる脚本。公演ごとにメンバーを入れ替え演目にベストなキャスティングでお送りします。女の子達の裏側(秘蜜。)をコメディータッチでお送りする舞台。誰からも愛される劇団を目指します。

### 主な作品
- 秘蜜。
- 秘蜜。2～Wedding Party～
- 秘蜜。3